# 병점중학교
병점중학교(餠店中學校)는 대한민국 경기도 화성시 병점동에 있는 공립 중학교이다.

## 학교 연혁
- 2004년 3월 26일 : 병점중학교 설립 인가(6학급)
- 2005년 2월 22일 : 30학급 인가
- 2005년 3월 1일 : 초대 최인갑 교장 취임
- 2005년 3월 2일 : 제1회 입학식(8학급 291명)
- 2008년 2월 14일 : 제1회 졸업식(8학급 311명)
- 2023년 1월 5일 : 제16회 졸업식(11학급 353명)
- 2023년 9월 1일 : 제5대 성기준 교장 취임
- 2024년 3월 4일 : 제20회 입학식(11학급 362명)

## 참고 자료
- 병점중학교 - 한국교육학술정보원 학교알리미